# Jørgensen faar Arbejde
Jørgensen faar Arbejde er en dansk propagandafilm fra 1942 med instruktion og manuskript af Karl Roos.

## Handling
En langvarigt arbejdsløs får endelig, gennem statens beskæftigelseslove, igen arbejde.